# كيني غاردنر
كيني غاردنر (بالإنجليزية: Kenny Gardner)‏ هو مغني أمريكي، ولد في 20 مارس 1913 في ليك فيو في الولايات المتحدة، وتوفي في 26 يوليو 2002 في مانهاست في الولايات المتحدة بسبب مرض.

## روابط خارجية
- كيني غاردنر على موقع IMDb (الإنجليزية)
- كيني غاردنر على موقع قاعدة بيانات الفيلم (الإنجليزية)